# Andray Blatche
Andray Blatche, né le 22 août 1986 à Syracuse, est un joueur américano-philippin de basket-ball.

## Carrière universitaire
Il va au lycée d'Henninger, à Syracuse avant de rejoindre le lycée de Kent South dans le Connecticut.

## Carrière professionnelle

### Wizards de Washington (2005-2012)
En 2005, il est drafté en 49e position par les Wizards de Washington.

### Nets de Brooklyn (2012-2014)
Le 10 septembre 2012, il signe aux Nets de Brooklyn.
Le 11 juillet 2013, il resigne avec les Nets.

## Carrière internationale
Le 11 juin 2014, il a acquis la nationalité philippine . Il intègre ensuite la sélection philippine afin de participer à la Coupe du Monde et aux Jeux asiatiques de 2014.

## Records en match
Les records personnels d'Andray Blatche, officiellement recensés par la NBA sont 
| Type statistique            | Saison régulière | Saison régulière       | Saison régulière | Playoffs | Playoffs               | Playoffs      |
| Type statistique            | Record           | Adversaire             | Date             | Record   | Adversaire             | Date          |
| --------------------------- | ---------------- | ---------------------- | ---------------- | -------- | ---------------------- | ------------- |
| Points en un match          | 36               | 2 fois                 |                  | 13       | Bulls de Chicago       | 29 avril 2013 |
| Paniers marqués en un match | 17               | @Nets du New Jersey    | 28 février 2010  | 6        | Bulls de Chicago       | 20 avril 2013 |
| Paniers tentés en un match  | 32               | Cavaliers de Cleveland | 1er avril 2011   | 11       | Bulls de Chicago       | 20 avril 2013 |
| Lancers francs réussis      | 13               | Sixers de Philadelphie | 2 novembre 2010  | 4        | @Bulls de Chicago      | 2 mai 2013    |
| Lancers francs tentés       | 14               | 2 fois                 |                  | 6        | 2 fois                 |               |
| Paniers à 3 points réussis  | 3                | @Grizzlies de Memphis  | 30 novembre 2013 |          |                        |               |
| Paniers à 3 points tentés   | 3                | 10 fois                |                  | 1        | Cavaliers de Cleveland | 24 avril 2008 |
| Rebonds offensifs           | 16               | Cavaliers de Cleveland | 1er avril 2011   | 3        | 2 fois                 |               |
| Rebonds défensifs           | 15               | Knicks de New York     | 26 février 2010  | 6        | Bulls de Chicago       | 22 avril 2013 |
| Rebonds totaux              | 19               | Cavaliers de Cleveland | 1er avril 2011   | 7        | 4 fois                 |               |
| Passes décisives            | 13               | Nets du New Jersey     | 4 avril 2010     | 4        | Bulls de Chicago       | 4 mai 2013    |
| Interceptions               | 6                | Pistons de Détroit     | 5 avril 2011     | 1        | 4 fois                 |               |
| Contres                     | 5                | 3 fois                 |                  | 2        | 3 fois                 |               |
| Minutes jouées              | 51               | Knicks de New York     | 26 février 2010  | 25       | 2 fois                 |               |

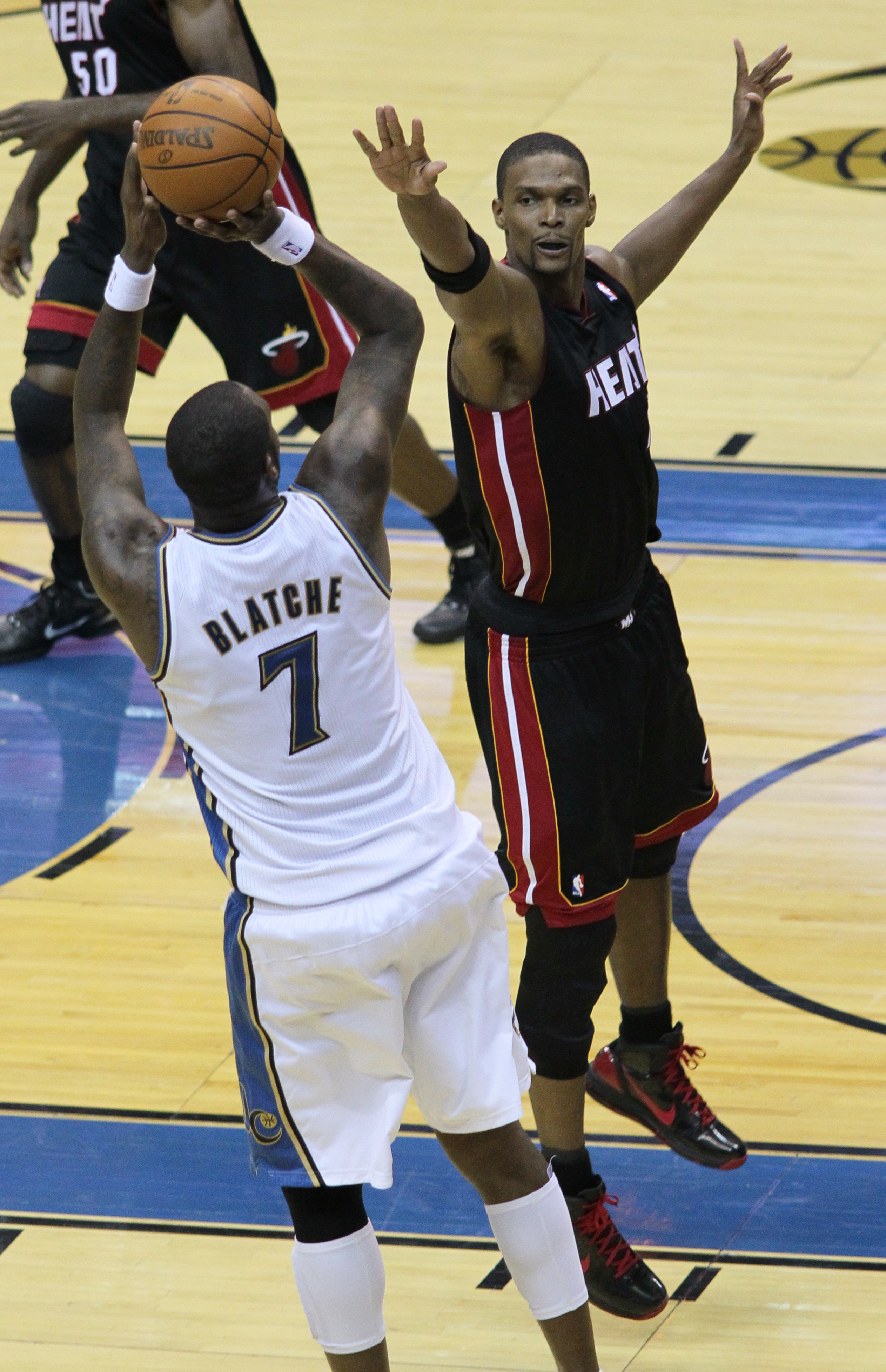
Andray Blatche en décembre 2010.

- Double-double : 66 (au 16/03/2014)
- Triple-double : 0

## Palmarès
- Champion de Chine avec les Xinjiang Flying Tigers en 2017.
- Deux apparitions au CBA All-Star Game.